# Roger García
Roger García Junyent (Sabadell, 15 december 1976), voetbalnaam Roger, is een voormalig Spaans profvoetballer. Hij is vooral bekend als middenvelder van FC Barcelona en Espanyol. Zijn broers Òscar en Genís waren eveneens profvoetballer.

## Clubvoetbal

### Spanje
Roger ging in 1987 van Mercantil naar de cantera (jeugdopleiding) van FC Barcelona. In 1994 won de middenvelder met Juvenil A, het hoogste jeugdelftal van de club, de Copa del Rey Juvenil ten koste van Real Madrid (2-1). Roger scoorde in de finale. Op 6 mei 1995 debuteerde hij onder coach Johan Cruijff in het eerste elftal in de competitiewedstrijd tegen Deportivo La Coruña. Bij Barça won Roger diverse prijzen: twee keer de Primera División (1998, 1999), tweemaal de Copa del Rey (1997, 1998), de Supercopa  de Espanã (1997), de UEFA Cup Winners Cup (1997) en de UEFA Super Cup (1997).
In de zomer van 1999 kreeg Roger, evenals zijn broer Òscar, van toenmalig FC Barcelona-trainer Louis van Gaal te horen dat hij moest vertrekken. Espanyol, buurtgenoot van FC Barcelona, werd de nieuwe club van de Catalaan, terwijl zijn broer voor Valencia koos. In zijn eerste seizoen 1999/00 veroverde hij met Espanyol de Copa del Rey. In 2000 werd Roger herenigd met Òscar, die de overstap van Valencia CF naar Espanyol maakte.
In 2003 vertrok Roger naar Villarreal. Met deze club leverde hij zowel nationaal als internationaal goede prestaties met het behalen van de halve finale van de UEFA Cup (2003/04), een derde plaats in de Primera División (2004/05) en het behalen van de halve finale van de UEFA Champions League (2005/06). Het seizoen 2004/05 miste Roger overigens grotendeels door een zware blessure en werd zijn contract daardoor niet verlengd en liep zijn contract in 2006 bij Villarreal af.

### Ajax
Roger koos hierop een transfervrije overstap naar Ajax. Hiermee volgde hij Gabri, zijn landgenoot en voormalig ploeggenoot bij FC Barcelona, op. Roger speelde sinds zijn aankomst bij Ajax vijftien wedstrijden en was in totaal 901 minuten op het veld. Mede door de vele blessures van Roger maakte hij op 14 april 2007 op zender RTV Noord-Holland bekend dat hij wilde vertrekken bij de Amsterdamse voetbalclub. Op 20 april 2007 werd bekendgemaakt dat Roger wilde stoppen met het spelen van professioneel voetbal. Reden hiervoor waren de vele blessures, zijn tegenvallende resultaten op het veld, maar vooral omdat hij was uitgekeken op "het voetbalwereldje". Hij wilde graag in land van herkomst met zijn vrouw een bedrijf oprichten.
Roger is de laatste speler ooit die bij Ajax het shirt met rugnummer 14 droeg. Na het seizoen 2006/07 trok Ajax het nummer terug uit eerbetoon voor Johan Cruijff.

## Specialist
Roger geldt inmiddels als een specialist als het gaat om doeltreffende afstandsschoten en de middenvelder was al driemaal succesvol van zeer grote afstand. Op 20 oktober 2002 scoorde hij namens Espanyol in de competitie vanaf 53 meter tegen Recreativo Huelva, op 27 april 2003 trof Roger vanaf 51 meter doel in de wedstrijd tussen Espanyol en Rayo Vallecano en op 3 maart 2004 schoot hij vanaf 50 meter raak in het UEFA Cup-duel van Villarreal CF tegen Galatasaray.

## Nationaal elftal
Roger speelde geen enkel interland voor Spanje. Wel is de middenvelder met 12 optredens recordinternational van het Catalaans elftal.

## Spelerstatistieken
| seizoen    | club          | land      | competitie       | wed. | goals |
| ---------- | ------------- | --------- | ---------------- | ---- | ----- |
| 1994/95    | FC Barcelona  | Spanje    | Primera División | 5    | 0     |
| 1995/96    | FC Barcelona  | Spanje    | Primera División | 33   | 5     |
| 1996/97    | FC Barcelona  | Spanje    | Primera División | 16   | 2     |
| 1997/98    | FC Barcelona  | Spanje    | Primera División | 18   | 0     |
| 1998/99    | FC Barcelona  | Spanje    | Primera División | 6    | 0     |
| 1999/00    | RCD Espanyol  | Spanje    | Primera División | 30   | 4     |
| 2000/01    | RCD Espanyol  | Spanje    | Primera División | 29   | 2     |
| 2001/02    | RCD Espanyol  | Spanje    | Primera División | 24   | 1     |
| 2002/03    | RCD Espanyol  | Spanje    | Primera División | 31   | 9     |
| 2003/04    | Villarreal CF | Spanje    | Primera División | 30   | 2     |
| 2004/05    | Villarreal CF | Spanje    | Primera División | 1    | 0     |
| 2005/06    | Villarreal CF | Spanje    | Primera División | 24   | 2     |
| 2006/07    | AFC Ajax      | Nederland | Eredivisie       | 11   | 1     |
| Bijgewerkt | 02-05-2007    |           |                  |      |       |

## Erelijst
FC Barcelona
- UEFA Cup Winners' Cup: 1996/97
- UEFA Super Cup: 1997
- La Liga: 1997/98, 1998/99
- Copa del Rey: 1996/97, 1997/98
- Supercopa de España: 1996

 RCD Espanyol
- Copa del Rey: 1999/00

 Villareal CF
- UEFA Intertoto Cup: 2003, 2004

 Ajax
- Johan Cruijff Schaal: 2006
- KNVB beker: 2006/07

 Spanje onder 21
- UEFA EK onder 21: 1998